# Deutsche Bank Prize in Financial Economics
Der Deutsche Bank Prize in Financial Economics ehrte international renommierte Wirtschaftswissenschaftler, deren Arbeit die Forschung zu finanz- und makroökonomischen Fragen entscheidend beeinflusst und zu wesentlichen Beiträgen für Wissenschaft und Praxis geführt hat.
Der mit 50.000 Euro dotierte Wissenschaftspreis wurde zwischen 2005 und 2015 vom Center for Financial Studies gemeinsam mit der Goethe-Universität Frankfurt alle zwei Jahre vergeben und wurde vom Stiftungsfonds Deutsche Bank im Stifterverband für die Deutsche Wissenschaft gefördert. Im Rahmen eines internationalen wissenschaftlichen Symposiums wurde der Preis durch den Co-Vorsitzenden des Vorstands der Deutschen Bank an der Goethe-Universität Frankfurt an den Preisträger überreicht.

## Preisträger

### 2005
Eugene F. Fama, Professor für Finanzen an der Graduate School of Business der Universität von Chicago, war der erste Preisträger.
Er erhielt den Preis
für seine grundlegenden Beiträge auf dem Gebiet „Financial Economics“,
insbesondere für die Entwicklung und Erforschung des Konzeptes der Markteffizienz,
einem Eckpfeiler der Finanzwirtschaftslehre.
Die Preisverleihung fand im Rahmen eines akademischen Symposiums zum Thema „Market Efficiency Today“ am 6. Oktober 2005 an der Goethe-Universität Frankfurt statt.
2013 wurde Fama gemeinsam mit Robert J. Shiller und Lars Peter Hansen mit dem Alfred-Nobel-Gedächtnispreis für Wirtschaftswissenschaften ausgezeichnet.

### 2007
Michael Woodford, Professor für Politische Ökonomie an der Columbia University in New York, wurde 2007 für seine grundlegenden Beiträge zur Theorie und praktischen Analyse der Geldpolitik ausgezeichnet. Mit seinen Forschungsarbeiten hat Woodford eine Theorie der monetären Makroökonomie entwickelt, deren hohe Attraktivität für Wissenschaftler in ihrer rigorosen mikroökonomischen Fundierung liegt. Ihren hohen praktischen Nutzen bewies Woodford, indem er die zentrale Rolle der Erwartungen und der Kommunikation bei der Umsetzung der Geldpolitik analysierte.
Der Preis wurde im Rahmen eines internationalen akademischen Symposiums zum Thema „The Theory and Practice of Monetary Policy Today“ am 4. Oktober 2007 an der Goethe-Universität Frankfurt überreicht.

### 2009
Robert J. Shiller, Professor of Economics an der Yale University sowie Professor für Finanzen und „Fellow“ an der Yale School of Management, wurde 2009 mit dem DB Prize ausgezeichnet. Mit seinen innovativen Arbeiten zur Erforschung der Dynamik von Assetpreisen hat Robert Shiller Pionierarbeit im Bereich der Finanzökonomie geleistet. Seine Erkenntnisse zur Volatilität von Aktienpreisen, zur Entstehung von Kursblasen und daraus resultierenden Krisen sowie zur Verteilung makroökonomischer Risiken sind nicht nur von hoher wissenschaftlicher Bedeutung, sondern auch wegweisend für die Praxis.
Ein internationales, wissenschaftliches Symposium fand zusammen mit der Preisverleihung am 30. September, 2009 an der Goethe-Universität Frankfurt statt. Führende Finanzökonomen, unter ihnen Nobelpreisträger Robert C. Merton, MIT Sloan School of Management, und Otmar Issing, Präsident der Center for Financial Studies, diskutierten aus diesem Anlass im Rahmen des Symposiums „Financial Innovation and Economic Crisis“ über die Themen der Arbeit von Robert Shiller.
2013 wurde Robert Shiller, gemeinsam mit Eugene Fama und Lars Peter Hansen, mit dem Alfred-Nobel-Gedächtnispreis für Wirtschaftswissenschaften ausgezeichnet.

### 2011
Kenneth S. Rogoff, Professor für Economics und Thomas D. Cabot Professor für Public Policy an der Harvard University, wurde für seine Pionierarbeit im Bereich Internationale Finanzwirtschaft und Makroökonomie mit dem DB Prize 2011 ausgezeichnet. Die Arbeiten von Kenneth Rogoff behandeln die Insolvenz von Staaten und die Umschuldung staatlicher Verschuldung, Wechselkursentwicklungen, globale Ungleichgewichte sowie die Entwicklung von Finanzkrisen und sind damit in höchstem Maße relevant für das Verständnis und die Bewältigung von aktuellen, globalen Herausforderungen. Rogoff hat nicht nur Pionierarbeit von höchster wissenschaftlicher Bedeutung geleistet, sondern seine Erkenntnisse auch einer breiten Öffentlichkeit zugänglich gemacht.
Die Preisverleihung fand im Rahmen des internationalen CFS-Symposiums „Global Perspective on Financial Crisis“ am 22. September 2011 an der Goethe-Universität Frankfurt statt. Führende Finanzökonomen, darunter der Gouverneur der israelischen Zentralbank Stanley Fischer und CFS-Präsident Otmar Issing, diskutierten Rogoffs Arbeiten und deren aktuelle politische und wirtschaftliche Relevanz für die globale Finanz- und Schuldenkrise.

### 2013
Raghuram G. Rajan, Gouverneur der Reserve Bank von Indien (Zentralbank), erhielt den DB Prize 2013 für seine höchst einflussreichen Leistungen in außerordentlich vielfältigen Bereichen der Finanzökonomie. Rajans Arbeiten erstrecken sich über eine eindrucksvolle Bandbreite von finanzökonomischen Themen mit höchster Relevanz für die Entwicklung von Volkswirtschaften weltweit. Dazu gehören Auswirkungen finanzieller Entwicklung auf Wachstum, Banken- und Finanzkrisen sowie auf Unternehmensfinanzierung und Steuerung. Seine Arbeiten begründen völlig neue empirische und theoretische Herangehensweisen mit weitreichenden politischen Implikationen.
Die Preisverleihung fand im Rahmen des internationalen, akademischen CFS-Symposiums „Banking, Liquidity, and Monetary Policy“ am 26. September 2013 an der Goethe-Universität Frankfurt statt. Führende Finanzökonomen, darunter Viral Acharya, Markus Brunnermeier und Luigi Zingales, diskutierten Rajans einflussreiche Leistungen in vielfältigen Bereichen der Finanzökonomie und deren Bedeutung für die Politik. EZB-Vizepräsident Vítor Constâncio, CFS-Präsident Otmar Issing und FED-Gouverneur Jeremy Stein traten als Redner auf dem Policy Panel „Liquidity and Monetary Policy“ auf.

### 2015
Stephen A. Ross, Franco Modigliani Professor für Finanz- und Wirtschaftswissenschaft und Professor für Finanzwesen an der Sloan School of Management des Massachusetts Institute of Technology (MIT), wurde aufgrund seiner Beiträge zur Erforschung der grundlegenden Bestimmungsfaktoren von Finanzmarktpreisen und ihrer Anwendung in der Finanzpraxis mit dem DB Prize 2015 ausgezeichnet. Die wichtigsten von ihm entwickelten Modelle prägen das Fach seit mehr als 25 Jahren. Sie betreffen die Theorie der arbitragefreien Wertpapierbewertung, die Analyse von Zinsstrukturen, das Verständnis von Optionspreisen und die grundlegende Struktur des Prinzipal-Agenten-Problems. Stephen A. Ross hat unser heutiges analytisches Verständnis von und unseren praktischen Umgang mit Finanzinnovationen dauerhaft geprägt.
Das internationale, wissenschaftliche Symposium „What Market Prices Tell Us“ fand zusammen mit der Preisverleihung am 24. September 2015 an der Goethe-Universität Frankfurt statt. Führende Finanzökonomen diskutierten im Rahmen der Veranstaltung die Arbeiten von Ross und deren Beitrag zur globalen Finanzindustrie und -wissenschaft. Nobelpreisträger und Jurymitglied Robert C. Merton sprach zum Thema „Term Structure of Interest Rates“. K. Geert Rouwenhorst, Professor für Corporate Finance an der Yale University, hielt einen Vortrag über „Historical Asset Prices“. Ein Panel renommierter Ökonomen diskutiert im Anschluss das Thema „Understanding Efficient Markets: Limits of Policy Influence“. Teilnehmer des Panels waren neben Eugene F. Fama, Träger des Deutsche Bank Prize 2005 und Nobelpreisträger 2013, Martin F. Hellwig, Direktor des Max-Planck-Instituts zur Erforschung von Gemeinschaftsgütern, und Josef Zechner, CFS Jurymitglied 2005 und Professor für Finance and Investments an der WU Vienna University of Economics and Business.

## Nominierungsprozess
Über 4.000 Professoren und Wissenschaftler der jeweils besten 30 Universitäten in den USA, in Europa und Lateinamerika sowie in der Region Asien-Pazifik wurden alle zwei Jahre eingeladen, Beiträge einzureichen und einen Preisträger zu empfehlen. Zudem hatten insgesamt mehr als 300 Mitglieder der Nationalbanken, der Europäischen Zentralbank, der Organisation für wirtschaftliche Zusammenarbeit und Entwicklung (OECD), der Bank for International Settlements (BIS), des Internationalen Währungsfonds (IWF) sowie der Weltbank die Möglichkeit, eine Wissenschaftlerin oder einen Wissenschaftler als Kandidaten zu nominieren.

## Jury
Die Nominierungen wurden von einer unabhängigen, internationalen Jury ausgewertet. Entsprechend den Statuten des Deutsche Bank Prize umfasste die Jury:
- fünf renommierte Finanz- und Wirtschaftsexperten aus Wissenschaft und Praxis,
- die Direktoren der Lehrstühle für Finanzen sowie Geld und Währung der Goethe-Universität Frankfurt oder einen durch diese bestimmten Experten,
- einen Vertreter der Deutschen Bank,
- die Direktoren des CFS.

## Jurymitglieder 2005–2015
- Michael Binder, Goethe-Universität Frankfurt, Deutschland
- Matthew Bishop, „The Economist“, USA
- Ricardo C. Caballero, Massachusetts Institute of Technology, USA
- Guillermo Calvo, Columbia University, USA
- David Folkerts-Landau, Deutsche Bank AG, Deutschland
- Günter Franke, Universität Konstanz, Deutschland
- Nicola Fuchs-Schündeln, Goethe-Universität Frankfurt, Deutschland
- Vítor Gaspar, State Minister of Finance, Portugal
- Luigi Guiso, European University Institute, Italien
- Michael Haliassos, CFS und Goethe-Universität Frankfurt, Deutschland
- Charles Yuji Horioka, Osaka University, Japan
- Otmar Issing, Präsident des CFS, Deutschland
- Takatoshi Ito, University of Tokyo, Japan
- Jan Pieter Krahnen, CFS und Goethe-Universität Frankfurt, Deutschland
- Nobuhiro Kiyotaki, Princeton University, USA
- Holger Kraft, Goethe-Universität Frankfurt, Deutschland
- Patrick Lane, „The Economist“, UK
- Christian Laux, Wirtschaftsuniversität Wien, Österreich
- Raimond Maurer, Goethe-Universität Frankfurt, Deutschland
- Thomas Mayer, Deutsche Bank AG, Deutschland
- Robert C. Merton, MIT Sloan School of Management, USA
- Lucrezia Reichlin, London Business School, UK
- Carmen M. Reinhart, Peterson Institute for International Economics, USA
- Hermann Remsperger, Goethe-Universität Frankfurt, Deutschland
- Kenneth S. Rogoff, Harvard University, USA
- Reinhard H. Schmidt, Goethe-Universität Frankfurt, Deutschland
- Klaus Schmidt-Hebbel, Pontifical Catholic University of Chile, Chile
- Robert J. Shiller, Yale University, USA
- René M. Stulz, Ohio State University, USA
- Marti G. Subrahmanyam, New York University, USA
- Lars E.O. Svensson, Sveriges Riksbank, Sweden
- Mark P. Taylor, University of Warwick, UK
- Raman Uppal, Edhec Business School, UK
- Maria Vassalou, SAC Capital Advisors, LP, USA
- Norbert Walter, Deutsche Bank AG, Deutschland
- Uwe Walz, CFS und Goethe-Universität Frankfurt, Deutschland
- Mirko Wiederholt, Goethe-Universität Frankfurt, Deutschland
- Volker Wieland, Goethe-Universität Frankfurt, Deutschland
- Josef Zechner, Wirtschaftsuniversität Wien, Österreich